# 延安金氏
延安金氏（韓語：연안 김씨），朝鲜族金姓的一个本贯。

## 始祖
延安金姓的始祖金暹汉，高丽第19代君主明宗时期的四门博士，其本人原为庆州金氏，后被流放到豉盐城（今属朝鲜黄海南道延安郡）。

## 名人
金安老